# NGC 5490
NGC 5490 est une vaste galaxie elliptique (lenticulaire ?) située dans la constellation du Bouvier. Sa vitesse par rapport au fond diffus cosmologique est de 5 075 ± 22 km/s, ce qui correspond à une distance de Hubble de 74,9 ± 5,3 Mpc (∼244 millions d'al). NGC 5490 a été découverte par l'astronome germano-britannique William Herschel en 1784.
Selon la base de données Simbad, NGC 5490 est une radiogalaxie. Gra 1408 + 17 est un radio-source dans NGC 5490. Elle est située aux coordonnées : 14h 10m 24.0s et 17° 32′ 00″ 
À ce jour, 13 mesures non basées sur le décalage vers le rouge (redshift) donnent une distance de 82,777 ± 16,596 Mpc (∼270 millions d'al), ce qui est à l'intérieur des valeurs de la distance de Hubble. Notons cependant que c'est avec la valeur moyenne des mesures indépendantes, lorsqu'elles existent, que la base de données NASA/IPAC calcule le diamètre d'une galaxie et qu'en conséquence le diamètre de NGC 5490 pourrait être d'environ 52,2 kpc (∼170 000 al) si on utilisait la distance de Hubble pour le calculer.

## Trou noir supermassif
Selon une étude publiée en 2009 et basée sur la vitesse interne de la galaxie mesurée par le télescope spatial Hubble, la masse du trou noir supermassif au centre de NGC 5490 serait comprise entre 260 millions et 1,9 milliard de {\displaystyle M_{\odot }}.

## Supernova
Deux supernovas ont été découvertes dans NGC 5490 : SN 1997cn et SN 2003aq.

### SN 1997cn
Cette supernova a été découverte le 14 mai par W.-d. Li, Y.-l. Qiu, Q.-y. Qiao, Y. Zhang, W. Zhou et J.-y. Hu de l'observatoire astronomique de Pékin (BAO). Cette supernova était de type Ia.

### SN 2003aq
Cette supernova a été découverte le 6 février par l'astronome amateur britannique Tom Boles. Cette supernova était de type II.

## Groupe de NGC 5490
Selon A. M. Garcia, NGC 5490 est la principale galaxie d'un groupe qui porte son nom. Le groupe de NGC 5490 compte quatre membres. Les autres galaxies du groupe sont IC 982, IC 984 et UGC 9078.
Selon Abraham Mahtessian, NGC 5490 et IC 984 forment une paire de galaxies. La galaxie IC 984 est désignée par Mahtessian comme 1407+1836, une abréviation malheureuse pour CGCG 1407.7+1836 qui est en fait la galaxie IC 984.
L'appartenance d'IC 982 au même groupe que les trois autres galaxies (NGC 5490, IC 984 et UGC 9078) est fort douteuse cependant, d'autant qu'elle forme un couple avec la galaxie IC 983 dont la vitesse radiale de (5443 ± 6) km/s est presque la même que la sienne.
La distance de Hubble de PGC 50572 située à proximité de NGC 5490 sur la sphère céleste est égale à 85,61 ± 6,00 Mpc (∼279 millions d'al). Cette galaxie ne fait donc pas partie du groupe de NGC 5490.